# Блюме, Карл Людвиг
Карл Лю́двиг Ри́ттер фон Блю́ме (нем. Carl Ludwig Blume; 9 июня 1796 — 3 февраля 1862) — немецко-голландский ботаник и миколог XIX века. Известен в основном исследованиями и классификацией флоры Индонезии, в то время — Нидерландской Ост-Индии.

## Биография
Родился в Брауншвейге в Германии, но провёл большую часть своей жизни в Нидерландах, где был директором Государственного гербария (нидерл. Rijksherbarium) в Лейдене.

## Жизнь и работа
Сын брауншвейгского купца, Блюме учился в университете Лейдена.
В 1818 году по воле своего учителя и покровителя Зебальда Юстинуса Бругманса он отправился как натуралист в Нидерландскую Ост-Индию, где прожил до 1827 года, активно занимаясь исследованиями местной флоры (главным образом на острове Ява).

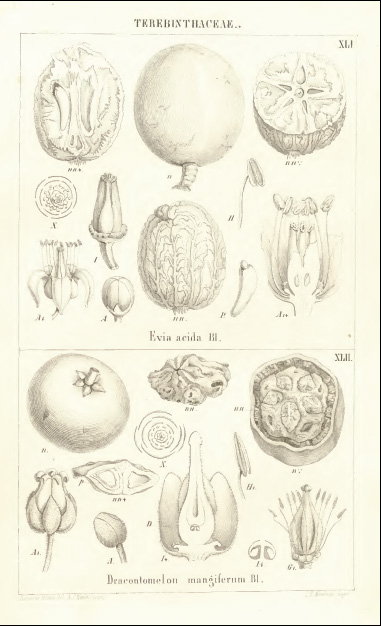
Ботаническая иллюстрация из книги Карла Людвига Блюме Museum botanicum Lugduno-Batavum, sive, Stirpium exoticarum novarum vel minus cognitarum ex vivis aut siccis brevis expositio et descriptio / auctore C. L. Blume, 1849—1857

С 1823 по 1826 год Блюме был заместителем директора, исполняющим обязанности директора Богорского ботанического сада (в период нидерландской колонизации Индонезии назывался Национальный бейтензоргский ботанический сад — нидерл. S'Lands Plantentiun te Buitenzorg).
В 1825 году опубликовал «Tabellen en Platen voor de Javaansche Orchideen», где впервые даны точные описания орхидей Явы и соседних островов. В том же году была опубликована работа «Bijdragen tot de Flora von Nederlandsch Indie», в которой предложена новая система некоторых родов орхидных.
В 1827 году Блюме вернулся в Нидерланды и был назначен директором Государственного Гербария в Лейдене. Из Ост-Индии он привёз более 3000 видов растений.
Блюме опубликовал многочисленные научные иллюстрированные труды. За свои научные заслуги Блюме был удостоен титула рыцаря нидерландского ордена Льва, ему был пожалован чин надворного советника.
В Лейденском университете он служил в должности профессора природоведения.

## Почести

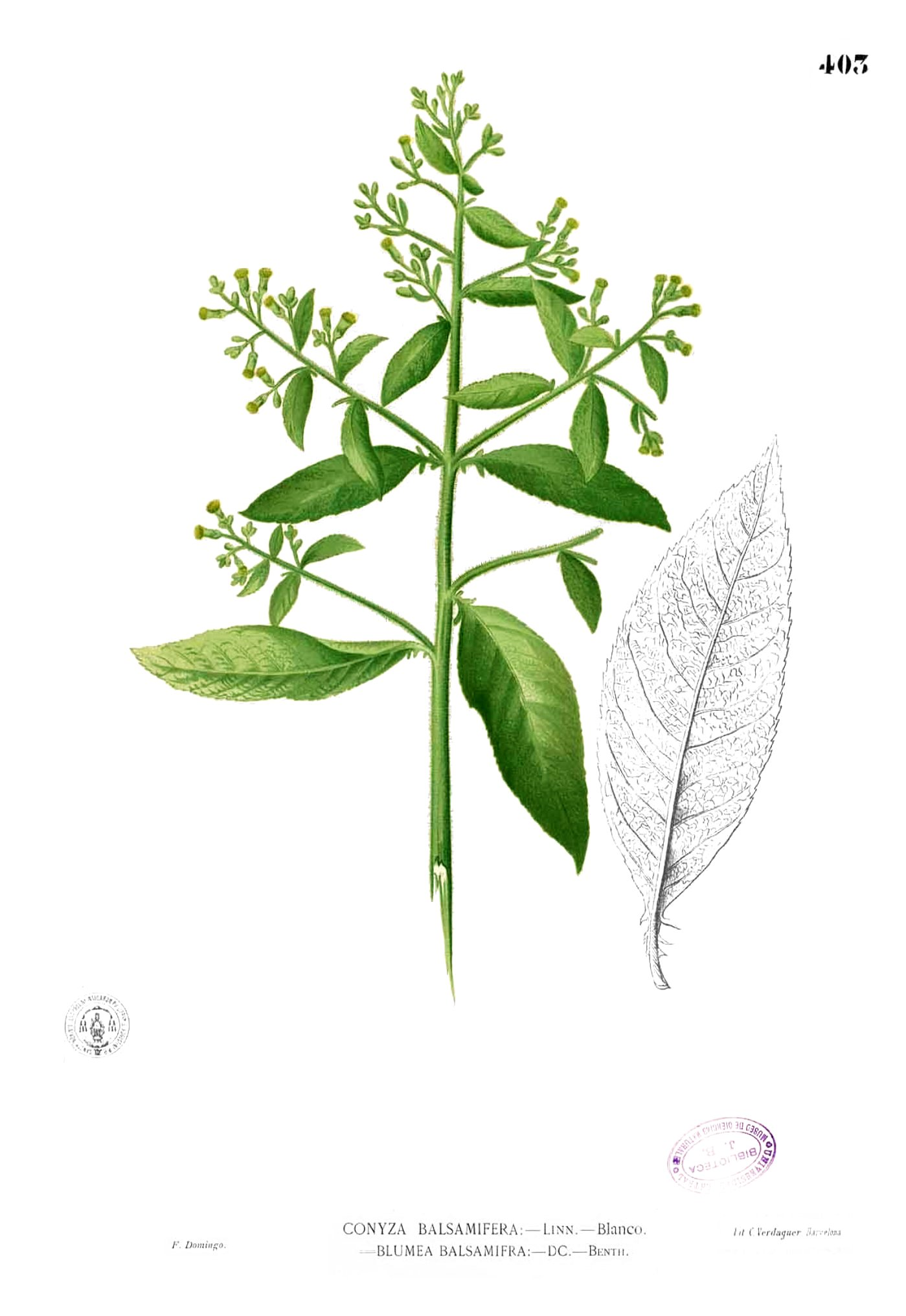
— одно из растений рода Блюмея, названного в честь Блюме.

Ботанический журнал Blumea назван в честь него.
Роды растений Blumea DC. семейства Астровые и Blumella Tiegh. семейства Сусаковые названы в его честь.

## Печатные труды
- Tabellen en Platen voor de Javaansche Orchideen. — 1825
- Bijdragen tot de flora van Nederlandsch Indië uitgegeven door C.L. Blume. — Batavia: Ter Lands Drukkerij, 1825–1826. — Т. в 17 томах. т.14 1826 (нид.)
- Enumeratio plantarum Javae et insularum adjacentium (лат.). — Apud J. W. van Leeuwen, 1827–1828. — 274 с.
- Flora Javae nec non insularum adjacentium… (лат.) — Lugduni Batavorum, 1828–1858.
- Rumphia, sive commentationes botanicae imprimis de plantis Indiae orientalis… (лат.) — 1836–1849. — Т. В 4 томах со 170 иллюстративными таблицами.
- Museum botanicum Lugduno-Batavum, sive, Stirpium exoticarum novarum vel minus cognitarum ex vivis aut siccis brevis expositio et descriptio /auctore C. L. Blume (лат.). — Lugduni-Batavorum: E. J. Brill, 1849–1857.
- Collection des Orchidées les plus remarquables de l'archipel Indien et du Japon. — Amsterdam — 1858